# Braccialini
Braccialini è una PMI del settore della pelle e fa parte del distretto produttivo della pelle della provincia di Firenze; è presente in oltre 60 paesi, con negozi monomarca o in franchising.

## Storia
Fondata nel 1954 da Roberto e Carla Braccialini, inizia
come azienda artigianale di borse, alla scomparsa del marito Carla Braccialini prende le redini dell'azienda.
Nel 1980 entrano in azienda i figli Riccardo e Massimo. Sono anni di espansione e di nuove collaborazioni: con Vivienne Westwood nel 1987 e con Fiorucci, Rocco Barocco e Bagutta nel 1988, anno che vede anche la nascita di Contromano, azienda specializzata nel segmento medio del settore pelletteria.
Nel 1990 il nuovo marchio TUA by Braccialini va ad affiancarsi a quello storico, dal quale comunque si distingue per la destinazione dei prodotti ad un pubblico più giovane e una fascia di prezzi inferiore. Nello stesso anno una rosa stilizzata va a costituire il nuovo logo ufficiale. Nel 1993, viene aperto il primo negozio monomarca Braccialini a Firenze.
Nel 2000 la Braccialini entra a far parte del Mariella Burani Fashion Group. Aumentano i negozi monomarca in Italia e nel mondo, fino a contare nel 2006 la propria presenza in ben 40 paesi.
Nel 2007 avviene l'acquisizione dell'azienda Dadorosa Srl, licenziataria a livello mondiale di Gherardini, l'azienda fondata a Firenze nel 1885. Nel 2009 Carla Braccialini viene nominata Cavaliere del Lavoro Nello stesso anno la società inaugura la sua nuova sede a Scandicci.
Dal marzo 2010 la Braccialini esce dal perimetro della Mariella Burani Fashion Group entrando a far parte di Mosaicon, controllata dal fondo inglese di private equity 3i.
Nel marzo 2011 Dadorosa viene fusa per incorporazione nella Braccialini srl, per snellire le procedure burocratiche, ridurre i costi e controllare direttamente tutti i marchi.
Dal novembre 2011 Braccialini esce dal gruppo Mosaicon e torna indipendente grazie ad un'operazione che ha visto l'intervento diretto della famiglia fondatrice assieme a nuovi soci finanziari. Contemporaneamente l'azienda acquisisce il marchio Francesco Biasia.
Nell'Aprile 2014 Braccialini festeggia i 60 anni , con una mostra al Museo Marino Marini di Firenze intitolata "Il Giardino Incantato", la retrospettiva ripercorre i 60 anni di estro e creatività dell'Azienda di Scandicci e con un progetto "Braccialini Creative Project" di beneficenza su base competitiva con i designer vincitori: Dmitri Kuteyko, Alexandra Frolova, Olga Prokopova.
Grazie all'accordo pluriennale con Eurocosmesi, divisione di Coswell, Braccialini punta al mercato delle fragranze femminili. Nella primavera 2015 il lancio del primo profumo "Braccialini"..

## Storia recente: Graziella Braccialini
In data 14 Febbraio 2018 il Tribunale Fallimentare di Firenze ha dichiarato il fallimento della società Braccialini a seguito della revoca dell'ammissione al concordato preventivo, ma l'attività e il brand sono mantenuti in vita attraverso l'acquisizione avvenuta nell'aprile 2017 dal Graziella Holding.
Questa operazione ha permesso di dare continuità al brand fiorentino e di prevedere ulteriori piani di sviluppo attraverso un innovativo progetto orientato a rappresentare l’artigianalità e la creatività toscana con una nuova modalità ispirata al mondo della moda. Nel progetto di Graziella Holding, infatti, prende vita un originale connubio tra borse e gioielli attraverso un sempre più forte abbinamento tra la pelletteria di Braccialini e l’oreficeria dell’azienda aretina Graziella (fondata nel 1958 da Graziella Buoncompagni e consolidata con i propri gioielli in mercati quali Est Europa, Nord Africa, Medio Oriente ed Estremo Oriente).
Il progetto Graziella Braccialini ambisce a dar vita a una sinergia tra queste due storiche realtà manufatturiere attraverso una condivisione di risorse, competenze e know how a partire dalla produzione. La collaborazione produttiva ha trovato seguito nella collaborazione commerciale e distributiva, con un congiunto consolidamento nei mercati di tutto il mondo: dal 2019, la holding è stata protagonista di una serie di aperture di negozi in alcune delle più importanti aree della moda tra Roma, Russia, Corea del Sud e Emirati Arabi Uniti, oltre all'attivazione di franchising in Europa. 
Questo sviluppo ha permesso al brand di essere presente in modo diretto in oltre quaranta Paesi e in alcune delle maggiori metropoli del mondo, con un percorso che è proseguito nel 2021 quando Graziella Braccialini ha lanciato un nuovo Retail Concept con le aperture a Firenze in via de Calzaiuoli e a Palermo in via della Libertà. Nel frattempo, l’azienda ha presentato il nuovo progetto “Gioiello e Moda” attraverso una linea dedicata dove la bigiotteria è posta in abbinamento a borse-gioiello impreziosite con pietre preziose. 
Il 2022 è un anno di particolare dinamismo con inaugurazioni di punti-vendita a Roma in via dei Condotti e a Firenze su Ponte Vecchio. 
Nonostante tutti gli investimenti però l’azienda ha sempre avuto bilanci in forte perdita e ricavi in costante calo.

## Ecosostenibilità
L'Azienda Braccialini, punta per la fine del 2013 a raggiungere l'obbiettivo di 0 emissione di CO2, acquistando energia rinnovabile prodotta dal parco eolico di Corleto Perticara in Basilicata.